# Bulbophyllum appendiculatum
Bulbophyllum appendiculatum é uma espécie de orquídea (família Orchidaceae) pertencente ao gênero Bulbophyllum. Foi descrita por Robert Allen Rolfe e Johannes Jacobus Smith em 1912.